# Tecticrater finlayi
Tecticrater finlayi är en snäckart som först beskrevs av Powell 1937.  Tecticrater finlayi ingår i släktet Tecticrater och familjen Lepetellidae. Inga underarter finns listade i Catalogue of Life.